# Gelifluktion

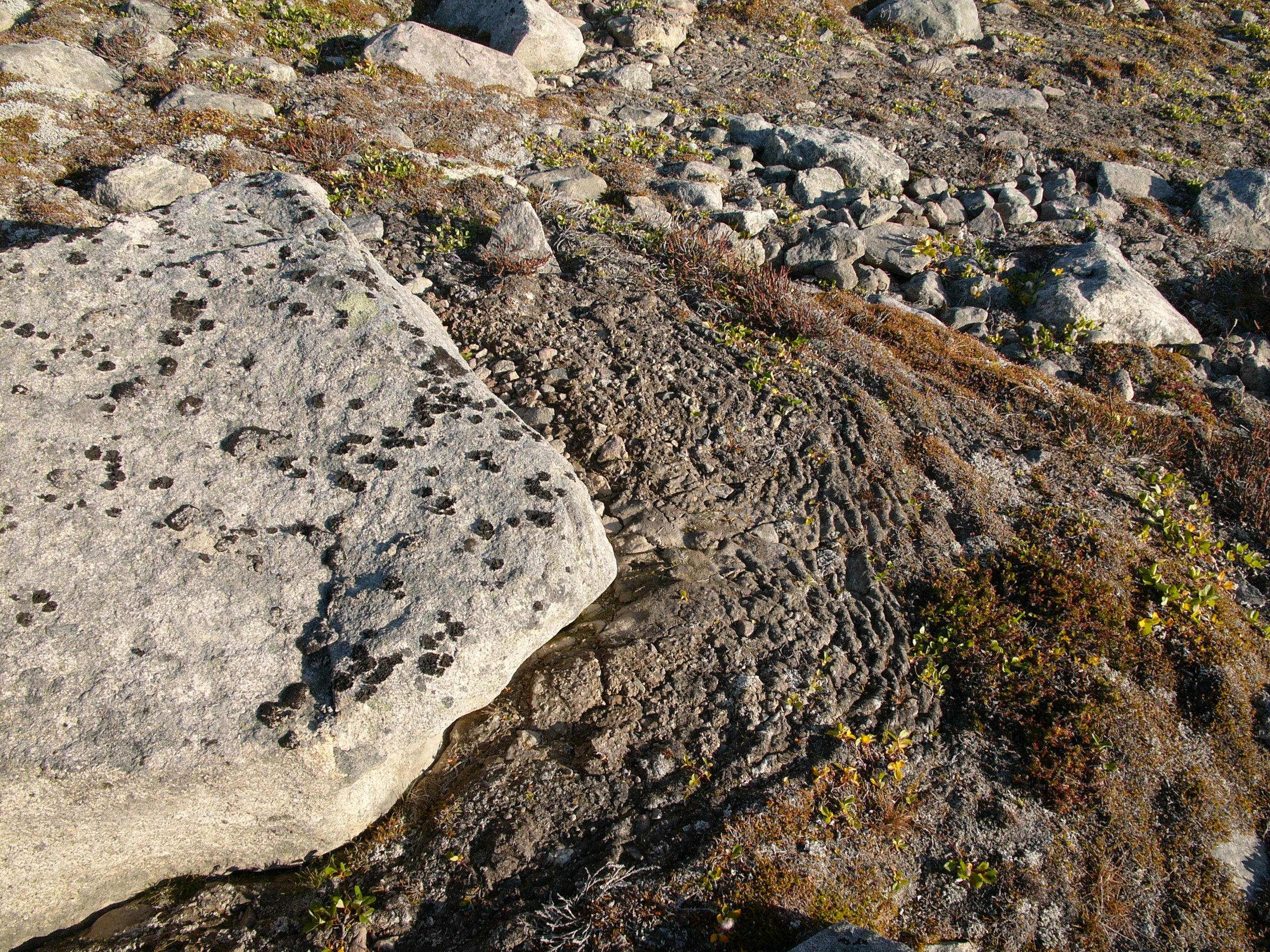
Gelifluktion auf Spitzbergen

Gelifluktion (zu lateinisch gelare „gefrieren“ und fluere „fließen“) bezeichnet langsame Bewegungen von Substrat an Hängen im periglazialen Milieu.
Vielfach werden die Ausdrücke Gelifluktion und Solifluktion synonym verwendet, andere Quellen gebrauchen Solifluktion als Oberbegriff für verschiedene periglaziale Prozesse und schränken den Begriff der Gelifluktion auf das Durchtränkungsfließen ein.

## Prozesse
Den als Gelifluktion bezeichneten Bodenbewegungen unter periglazialen Bedingungen können mehrere Teilprozesse zugerechnet werden:
- das Durchtränkungsfließen als ein Bodenkriechen infolge hohen Wassergehalts (wichtigster Teilprozess)
- das Regelations- oder Frostkriechen[3] als Bodenkriechen durch Frostwechsel
- die Kammeissolifluktion als Bodenkriechen nach der Ausbildung von Kammeis.[5]

### Durchtränkungsfließen
In den Periglazialgebieten hat meist das Durchtränkungsfließen die quantitativ größte Bedeutung. Hierbei handelt es sich um einen viskosen, laminaren Gleit-Fließ-Prozess, bei dem Bodenteilchen oder -partien mehr oder weniger langsam dem Gefälle folgend verlagert werden.
Der Prozess der Solifluktion im Allgemeinen ist an hohe Wassergehalte eines feinmaterialreichen Substrats gebunden. Diese werden im periglazialen Milieu, also im Falle der Gelifluktion, insbesondere durch die stauende Wirkung des noch oder ganzjährig gefrorenen Bodeneises sowie durch Wasseranreicherung während der Schneeschmelze erreicht. Durch einen hohen Wassergehalt wird die Kohäsion der Bodenpartikel herabgesetzt.
Eine Rolle spielt ferner vermutlich der Strömungsdruck lateral abfließenden Wassers, der Porenwasserdruck, wobei Wasser, das während des Schmelzens schneller frei wird, als es abfließen kann, zu Porenwasserüberdruck führt. Besonders wichtig ist die Lockerung des Gefüges durch die Volumensausdehnung des Wassers beim Gefrieren und die Bildung von Segregationseis, das sind Eislinsen oder -lagen im Substrat, die durch hygroskopische Wanderung des Porenwassers zur Gefrierfront hin gebildet wurden.
Das Zusammenwirken dieser vielfältigen Einflüsse, die einander ergänzen und ersetzen können, bewirkt, dass das Durchtränkungsfließen nicht unbedingt an eine Wassersättigung gebunden ist, sondern auch schon bei Erreichen der Fließgrenze stattfinden kann.
Entgegen oft verbreiteten Meinungen ist die Gelifluktion nicht an das Auftreten eines dauerhaft gefrorenen Bodens gebunden; gerade auf nur saisonal gefrorenem Untergrund wurden in den Alpen besonders hohe Bewegungsraten bis zu 1 Meter pro Jahr gemessen, im Unterschied zu in Permafrostgebieten üblichen Werten zwischen 1 und 12 Zentimeter pro Jahr.
Auch die weit verbreitete Ansicht, dass die durch Gelifluktion bewegten Massen proportional zur Hangneigung zu- bzw. abnehmen, ist nicht allgemein zutreffend: Im Gegenteil kann die höhere Wassersättigung im flachen Relief die ausgeprägtere Schwerkraftkomponente am steileren Hang (über)kompensieren.

## Rahmenbedingungen
Die widrigen Bedingungen in betroffenen Gebieten mögen erklären, warum es nur recht wenige länger andauernde Messreihen zur Gelifluktion gibt. Insbesondere ein langjährig betriebenes Messfeld in den Alpen hat es ermöglicht, viele Einflussfaktoren zu quantifizieren: Demnach spielt dort die Hangneigung eine eher untergeordnete Rolle, die Vegetation wirkt erst bei relativ hohem Deckungsgrad bremsend auf den Prozess.
Als bedeutend erwiesen sich dagegen laterale Wasserzufuhr, Rauhigkeit des Kleinreliefs und die Dynamik der Schneedecke, d. h. die Windverfrachtung des Schnees sowie seine Ablation. Diese Parameter bestimmen die Eindringtiefe des Bodenfrosts und damit Geschwindigkeit und Mächtigkeit der gelifluidalen Bewegung.

## Sedimente
Die bei der Gelifluktion entstehenden Ablagerungen können sehr unterschiedliche Erscheinungsformen aufweisen, je nachdem, ob sie neben der Gelifluktion noch anderen Prozessen wie Abspülung oder Kryoturbation unterworfen waren, die zu strukturellen Veränderung des Sediments geführt haben können.
Sedimente der Gelifluktion lassen sich ansonsten an einer typischen Eigenschaft erkennen: Die Grobanteile des Bodenskeletts werden durch die laminare Bewegung mit ihren Längsachsen in Bewegungsrichtung, also in Gefällsrichtung, ausgerichtet (eingeregelt). Ferner sind Gelifluktionssedimente matrixgestützt, d. h., es handelt sich um sehr feinkörniges Substrat, oft mit einer Dominanz von Schluff. Das Segregationseis, welches bei der Entstehung der Sedimente von Bedeutung war, lässt sich vielfach noch an einem plattigen Bodengefüge erkennen.
Aktive Gelifluktionsgebiete sind häufig durch Loben als Oberflächenformen charakterisiert. Diese werden aber üblicherweise zusehends eingeebnet, sobald der ursächliche Prozess nicht mehr wirkt. Somit können sie nur selten als Indikatoren dieses Prozesses dienen. Stattdessen treten Gelifluktionssedimente als flächenhafte, horizontal wenig differenzierte Schleier auf. Dass vertikal oft sehr wohl eine Differenzierung in Schichten verschiedener Fazies möglich ist, ist weniger der Gelifluktion als vielmehr Unterschieden in den beigemengten Lößbestandteilen ursächlich zuzuordnen.

## Bedeutung
Die ingenieurgeologische Bedeutung der Massenbewegungen bei Baumaßnahmen auf instabilem Untergrund ist evident. Sie beeinflussen die Baugrundstabilität in den hohen Breiten, wo die Nutzung insbesondere durch den Abbau von Rohstoffen zunimmt. In manchen Hochgebirgen ist die Nutzungsdichte bspw. durch den Tourismus teilweise noch größer. Insbesondere kann von Bedeutung werden, dass der Prozess bei Störungen, z. B. Gewichtsverlagerungen im Zuge von Baumaßnahmen, in schnellere Bewegungen bis hin zu Muren übergehen kann und dann noch größere Zerstörungskraft erlangt.
Vielfach vernachlässigt wird die Bedeutung der Gelifluktion, die während der pleistozänen Kaltzeiten in den unvergletscherten Gebieten der Mittelbreiten flächenhaft herrschte, für die heutigen Standorte. Gelifluktion war der dominante Prozess bei der Entstehung der periglazialen Lagen, dem verbreitetsten Ausgangsmaterial für die nacheiszeitliche Bodenbildung im Mittelgebirgsraum.